# Albert Lortzing

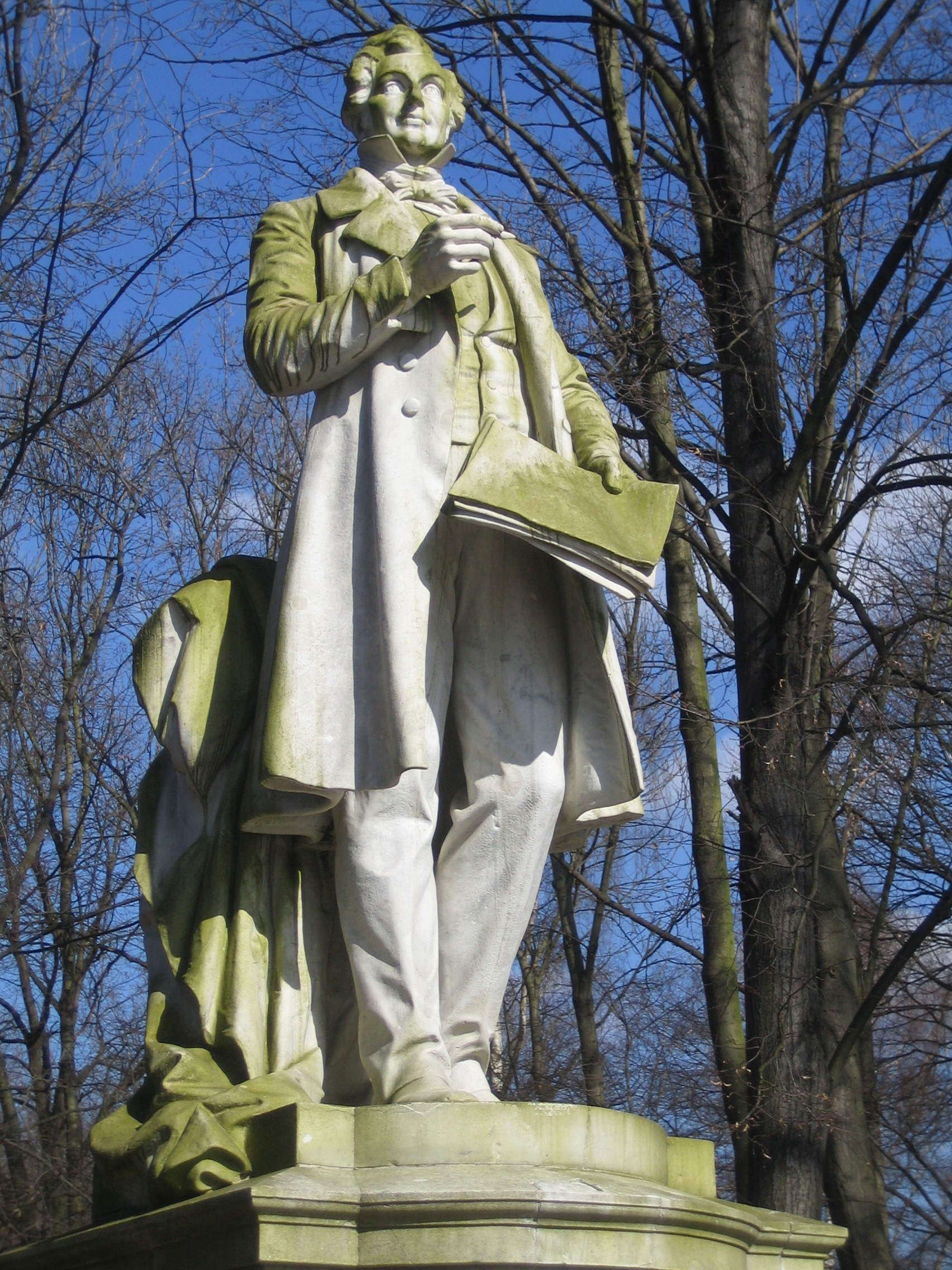
Monument a Albert Lortzing, Berlín

Gustav Albert Lortzing (Berlín, 23 d'octubre de 1801 - Berlín, 21 de gener de 1851) fou un compositor alemany.
Lortzing era fill d'actors. Als 19 anys va començar a interpretar papers de jove amant (Jugendlicher Liebhaber) als teatres de Düsseldorf i Aquisgrà, de vegades fins i tot assumint curtes parts cantades de tenor o baríton.
La seua primera òpera, Ali Pascha von Janina, va aparèixer el 1824, però la seua fama com a compositor s'ha bastit principalment sobre dos títols Der Wildschütz (El caçador del bosc) (1842) i Zar und Zimmermann (Tsar i fuster) (1837).
Zar und Zimmermann va rebre una tèbia acollida del públic de Leipzig. Tot i això, les posteriors representacions a Berlín van produir una millor reacció. L'òpera va ser ben aviat representada en els principals escenaris d'Alemanya, i ara és considerada una de les obres mestres de l'òpera còmica alemanya. Va ser traduïda a l'anglès, francès, suec, danès, holandès, bohemi, hongarès i rus. La trama està basada en la vida del tsar Pere el Gran de Rússia, qui va viatjar per Alemanya, Holanda i Anglaterra disfressat de fuster amb el propòsit d'obtenir informació de primera mà que considerava necessària per al progrés del seu país, com eren les modernes tècniques de construcció de vaixells.
Der Wildschütz, basada en una comèdia d'August von Kotzebue, és una sàtira sobre l'exagerada i ximple admiració per la bellesa en l'art expressada per un gentilhome burgès.
Entre les altres òperes de Lortzing cal destacar Der Pole und sein Kind, estrenada poc després de la insurrecció de 1831 a Polònia, Undine de 1845, Der Waffenschmied de 1846 i Die Opernprobe (Frankfurt del Main, 1851).